# Melanosphecia dohertyi
Melanosphecia dohertyi is een vlinder uit de familie wespvlinders (Sesiidae), onderfamilie Sesiinae.
Melanosphecia dohertyi is voor het eerst wetenschappelijk beschreven door Hampson in 1919. De soort komt voor in het Oriëntaals gebied.